# Andreas Karaczay
Andreas Karaczay de Vályeszáka  sau Andreas Karaiczay de Wallje Szaka  sau András Karacsaj de Válje-Szaka  (n. 30 noiembrie 1744, Hrvatska Kostajnica, cantonul Sisak-Moslavina, Croația – d. 22 martie 1808, Wiener Neustadt, Austria Inferioară, Austria) a servit în armata austriacă începând cu Războiul de Șapte Ani. În 1788–90 a luptat în Războiul Ruso-Austro-Turc la Hotin, Valea Seacă, Focșani și în Bătălia de la Râmnic. În 1789 a fost avansat la ofițer general, numit deținător (Inhaber) al unui regiment de cavalerie austriac și a devenit prieten cu faimosul general rus Aleksandr Suvorov. A luptat în războaiele revoluției franceze până în 1795, când s-a retras din cauza „ oboselii de război”. Suvorov l-a readus în acțiune în 1799, când a luptat la Trebbia, Alessandria și Novi. I-a condus pe austrieci la Second Novi. După ce a fost rănit grav la Stockach în 1800, s-a retras din birourile sale militare în 1801. 

## Cariera timpurie
Karaczay s-a născut într-o familie nobilă la 30 noiembrie 1744 în Hrvatska Kostajnica în Croația.  În 1758 în timpul războiului de 7 ani, el se înrolează în Regimentul grăniceresc, la vârsta de 15 ani, pe post de cadet,   Cu ajutorul tatălui său Peter von Karaczay, el a primit o unitate Freikorps în Ungaria în 1775. În acest moment a făcut cunoștință cu Mareșalul de câmp Franz Moritz von Lacy. Prin această legătură, Nikolaus I, prințul Esterházy i-a recomandat să se alăture Gărzii Noble Maghiare. În această perioadă a întâlnit-o pe împărăteasa Maria Terezia de mai multe ori. După trei ani, Karaczay a fost promovat locotenent în Regimentul de carabinieri Ducele Albert Nr. 5. În continuare, a fost repartizat ca Rittmeister (căpitan) la Regimentul de Dragoni Darmstadt Nr. 19 servind în Galicia. În timp ce inspecta trupele, împăratul Iosif al II-lea a fost atât de impresionat încât l-a promovat Karaczay la gradul de maior.  Karaczay s-a căsătorit cu Rosalia Freiin von Wimmersberg auf Peterwitz. 

## Războiul otoman
Karaczay și-a dovedit măiestria în timpul războiului austro-turc, câștigând faimă și distincție. A participat la Asediul din 1788 de la Hotin .  El a fost promovat la  gradul oberst (colonel) în 1788.  La 19 aprilie 1789, a condus două escadroane  din Kaiser Chevau-léger Nr. 1 și anume Barco Hussar Nr. 35, și Regimentul de Dragoni Levenehr Nr. 19  șase companii ale Regimentului de Infanterie Kaunitz Nr. 20 și patru piese de artilerie în lupta de la Valea Seacă (Vályeszáka). În acea zi, trupele sale au învins 5.000 de cavaleri otomani, capturând mai multe steaguri și un număr de soldați inamici. A luptat la Bătălia de la Focșani la 1 august 1789 și la Bătălia de la Rymnik (Mărtinești) la 22 septembrie 1789. 
Suvorov l-a caracterizat pe comandantul austriac, prințul Josias din Saxe-Coburg-Saalfeld, ca fiind lent și precaut, dar a văzut un coleg  entuziast în Karaczay. Suvorov și Karaczay au lucrat împreună pentru a câștiga bătălia de la Focșani, iar cei doi au devenit prieteni atât de apropiați  încât atunci când cel de-al treilea fiu al lui Karaczay s-a născut în aceeași zi cu bătălia de la Focșani, el a fost numit Alexandru. La 13 august 1789, Karaczay a fost promovat general-major și numit proprietar (Inhaber)  al Regimentului Chevau-léger Nr. 18 (numit mai târziu Regimentul de Dragoni Nr. 4). El a primit Crucea Cavalerului din Ordinul Maria Tereza la 21 decembrie 1789 pentru curaj și inteligență pe câmpul de luptă. Împărăteasa Ecaterina cea Mare i-a acordat lui Karaczay Ordinul Sfintei Anna pe care a trebuit să îl refuze, deoarece austriecii nu aveau voie să accepte medalii străine, la acea vreme. Cu toate acestea, împărăteasa l-a numit pe fiul său nou-născut  colonel de onoare în Regimentul de Granadier Fanagoria .  În decembrie 1790 a primit Crucea comandantului Ordinului Maria Tereza. 

## Cariera ulterioară
La sfârșitul bătăliei de la Engen din 3 mai 1800, Karaczay a fost lovit în abdomen de două bile de muschetă.  În timpul retragerii ulterioare, Karaczay nu a fost capabil să primească un tratament medical adecvat pentru rănile sale. S-a retras la casa sa din Wiener Neustadt, unde a suferit dureri din cauza rănilor sale până când a murit la 22 martie 1808.  El a fost clar și răspicat  în criticile sale față de superiorii săi, ceea ce i-a adus mulți dușmani și i-a blocat promovarea la un grad mai mare.  În 1801 regimentul Karaczay a trecut la următorul proprietar, prințul Friedrich Franz Xaver din Hohenzollern-Hechingen . 